# ماردین
ماردین مرکز استان ماردین در جنوب شرقی ترکیه است. عمده ساکنین شهر را کردها و عرب‌ها تشکیل می‌دهند و جوامع قابل توجهی از مسیحیان سریانی (آشوری‌ها) نیز در این شهر سکونت دارند، تنوع فرهنگی در ماردین چشم‌گیر است؛ ساکنان آن ترکیبی از کردها، عرب‌ها و آشوری‌ها هستند و به زبان‌های ترکی و کردی صحبت می‌کنند. در شهر ماردین منسوبان دین‌های مختلف از جمله مسلمان، ایزدی، سُریانی، ارمنی، کلدانی، یهودی و نسطوری وجود دارد که سُریانی، ارمنی، کلدانی و نسطوری شاخه‌های دین مسیحیت هستند. بیشتر مسلمانان هم اعم از کُرد، تُرک و عرب بر فقه حنفی هستند. شهر ماردین به‌خاطر معماری آرتوقی شهر قدیمی‌اش و موقعیت استراتژیک آن بر روی تپه‌ای صخره‌ای در نزدیکی رودخانه دجله معروف است.
به نوشته ایرج افشار در مقدمه کتاب نوادر التبادر لتحفه البهادر، نام این شهر، در کتاب معجم البلدان، قوچ‌حصار نیز گفته شده است. ماردین بیش از سه سده مرکز فرمانروایی دسته‌ای از امیران تُرک سلجوقی به‌نام آل‌ارتق یا آرتوکلو (۱۴۰۸_۱۱۰۴ م) بوده است و جهانگیرشاه آق‌قویونلو برادر اوزون حسن هم به‌مدت ۲۳ سال (۱۴۶۹_۱۴۴۶ م) در این شهر حکومت کرده است.
تقریباً نیمهٔ راه راس‌العین و نصیبین، و در شمال آن‌ها، دژ جنگی بزرگ ماردین واقع بود. در سده چهارم هجری قمری دژ ماردین《باز》نام داشت و پناهگاه امرای عرب حَمدانی بود. این دژ در قلهٔ کوهی جای داشت و در سمت جنوبی آن آبادی بزرگی ایجاد شده بود که در سده ششم هجری قمری بسیار آباد و پرجمعیت شد. این آبادی بازارهای زیاد و کاروانسراها و مدرسه و رباط داشت. خانه‌هایش چون پلکانی بالای یکدیگر ساخته شده و هریک از خانه‌ها بر خانهٔ پایین‌تر مشرف بود و مانعی در برابر بام‌ها وجود نداشت. ابن بطوطه که در سده هشتم هجری قمری ماردین را دیده است گوید شهری بزرگ است و پارچه‌های پشمین در آنجا بسیار می‌بافند. در آن زمان دژ ماردین همانند دژ حلب به《قلعه‌الشهباء》و نیز به قلعه کوه معروف بود.

## شهرستانها
در استان ماردین ۱۰ شهرستان وجود دارد و اسم آنها «مرکز (ماردین)، عمرلی، قزل‌تپه، نصیبین، میدیات، مازیداغی، دریک، دارگچیت، صاوور و یشیلّی» است. شهر قزل‌تپه بزرگ‌ترین شهر استان ماردین است که اکثراً کُرد هستند.

## جمعیت
جمعیت استان ماردین ۸۰۹٬۷۱۹ نفر (برآورد سال ۳۱ اوت ۲۰۱۷) است.

## نام‌شناسی
به نظر پژوهشگران معاصر کلمه ماردین مربوط به قومی جنگنده به نام مارده‌ها است و این قوم به دست اردشیر ساسانی در سال ۲۴۰–۲۲۶ م در این مکان جای گرفته‌اند. نظر دیگر این است که اسم واقعی ماردین که بین مردم عرب و کرد به شکل میردین گفته می‌شود و معنی‌اش هم «قلعه‌ها» است. این اسم ممکن است مربوط به جغرافیای این شهر باشد که در این شهر برای دفاع به شکل طبیعی وجود دارد. نظریه دیگری که در جهت با نظریه فوق است، این است که ماردین واژه‌ای سُریانی و به معنی قلعه و برج و بارو (کلات) است. به‌رغم این‌که برای تجارت و امور نظامی خیلی مهم بوده اما نام این شهر در منابع عهد باستان دیده نمی‌شود و نصیبین مهم‌تر بوده است. اسم ماردین را نخستین بار در سده چهارم پس از میلاد می‌بینیم که همراه با نصیبین و اورفه از مراکز مهم سُریانی‌ها بوده است. شهر ماردین تا پایان سده پانزدهم به خاطر مکان سوق الجیشی بیشتر برای امور نظامی مورد استفاده قرار می‌گرفته است.

## غذاها
مشهورترین غذای ماردین مومبار است که غذائی سنتی است.